# بوبر ساده
بوبر ساده (نام علمی: Chlorocichla simplex) نام یک گونه از سرده بوبرهای رنگین است.